# Бенчеку-де-Сус
Бенчеку-де-Сус (рум. Bencecu de Sus) — село у повіті Тіміш в Румунії. Входить до складу комуни Пішкія.
Село розташоване на відстані 399 км на північний захід від Бухареста, 20 км на північний схід від Тімішоари.

## Населення
За даними перепису населення 2002 року у селі проживали 870 осіб.
Національний склад населення села:
| Національність | Кількість осіб | Відсоток |
| -------------- | -------------- | -------- |
| румуни         | 836            | 96,1%    |
| угорці         | 30             | 3,4%     |

Рідною мовою назвали:
| Мова      | Кількість осіб | Відсоток |
| --------- | -------------- | -------- |
| румунська | 840            | 96,6%    |
| угорська  | 26             | 3,0%     |